# Naturschutzgebiet Binnendünen bei Klein Schmölen
Koordinaten: 53° 7′ 32″ N, 11° 17′ 48,7″ O

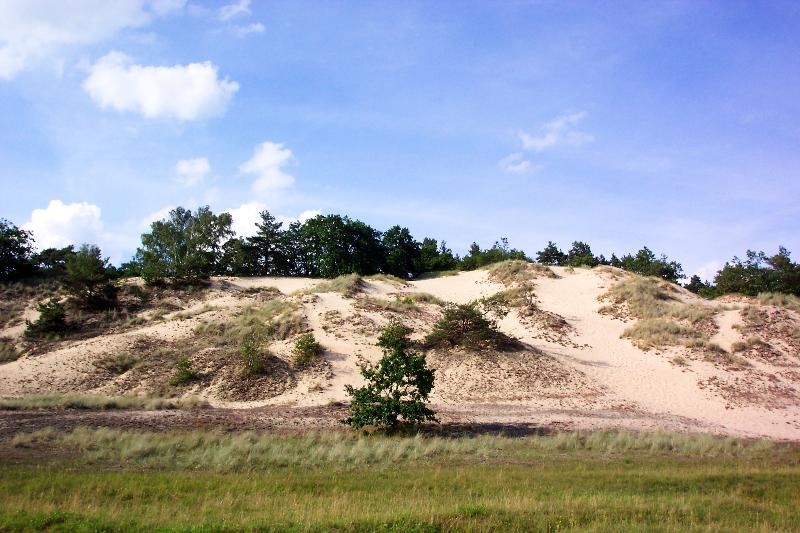
Düne

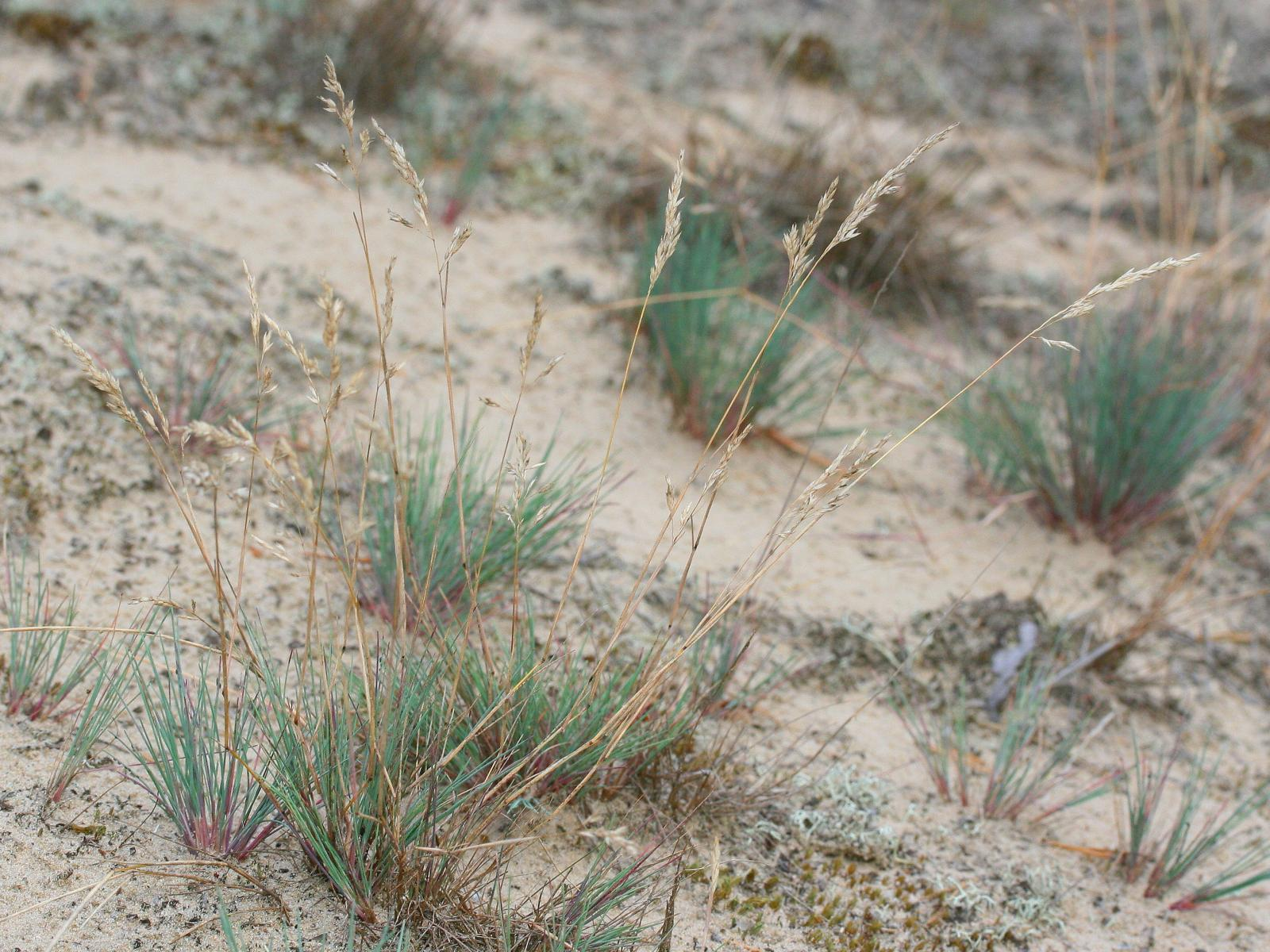
Sandtrockenrasen

Das Naturschutzgebiet Binnendünen bei Klein Schmölen war ein Naturschutzgebiet in Mecklenburg-Vorpommern. Es befand sich im Naturpark Mecklenburgisches Elbetal einen Kilometer östlich von Dömitz. Der namensgebende Ort Klein Schmölen liegt unweit nördlich. Typisch für das Gebiet sind bis zu 30 Meter hohe Sanddünen mit Sandtrockenrasen mit zahlreichen seltenen Tier- und Pflanzenarten. Die Binnendünen können vom Parkplatz in Klein Schmölen aus auf einem Rundweg erwandert werden. Ein Aussichtspunkt ermöglicht weite Blicke in das Elbetal und auf das unmittelbar südlich anschließende ehemalige Naturschutzgebiet Löcknitztal-Altlauf.
Heute liegt das Gebiet im UNESCO-Biosphärenreservat Flusslandschaft Elbe-Mecklenburg-Vorpommern. Mit Verabschiedung des „Gesetzes über das Biosphärenreservat Flusslandschaft Elbe Mecklenburg-Vorpommern“ vom 15. Januar 2015 wurde das Großschutzgebiet zur Umsetzung der nationalen Kriterien für die Anerkennung und Überprüfung von Biosphärenreservaten der UNESCO in Deutschland in Kern- und Pflege- und Entwicklungszonen gegliedert (§ 6 BRElbeG M-V). Gleichzeitig wurden mit Artikel 7 des Gesetzes „Aufhebung von Rechtsvorschriften“ die nationalen Schutzgebietsverordnungen und Beschlüsse u. a. zu Landschafts- und Naturschutzgebieten sowie zum Naturpark „Mecklenburgisches Elbetal“ aufgehoben, so dass diese Schutzgebietskategorien innerhalb des Biosphärenreservates nicht mehr existieren. Die Flächen des Naturschutzgebietes sind in den Schutzstatus Pflegezone in das UNESCO-Biosphärenreservat Flusslandschaft Elbe-Mecklenburg-Vorpommern übergegangen.

## Geschichte
Die Flächen wurden entscheidend durch die letzte Eiszeit geprägt. Entlang des Urstromtales der Elbe entstand ein großes Dünengebiet, das sich von Wittenberge im Süden bis nach Boizenburg im Norden auf einer Länge von etwa 100 km erstreckt. Die Schmölener Düne ist die größte Binnenwanderdüne Europas. Vor 100 Jahren wurde versucht, die Düne aufzuforsten, um angrenzende Äcker vor Versandung zu schützen. Bis zum Bau des Löcknitz-Polders in den 1970er Jahren reichte das Hochwasser der Elbe bis zum Dünenfuß.

## Tier- und Pflanzenwelt
Sandtrockenrasen bilden die bestimmende Vegetationsform. Sie sind untersetzt mit einzelnen Baumgruppen aus Waldkiefer. Am Fuß der Dünen breitet sich im Frühjahr ein Blütenteppich über den Magerrasen aus. Dabei dominieren Hornkraut, Reiherschnabel, Mauerpfeffer, Sandthymian und Karthäusernelke. Im Gebiet können Heidelerche, Braunkehlchen, Rotmilan, Baumfalke, Turteltaube und Wendehals beobachtet werden. Weiterhin sind zahlreiche Libellen und Tagfalter, darunter auch der Schwalbenschwanz, nachgewiesen. Der seltene Steppengrashüpfer hat hier sein einziges Vorkommen in Mecklenburg-Vorpommern.